# Моторово (Минская область)
Моторо́во (бел. Матарова) — деревня в Голоцком сельсовете Пуховичского района Минской области Белоруссии.

## История
Известна с конца XVI века — село в составе имения Гатова в Минском повете Минского воеводства ВКЛ.
1590 г. — 10 домов, шляхетское владение.
1772 г. — деревня и усадьба, владение И. Грушинского, 9 дворов и 611 жителей.
1800 г. — 30 дворов и 350 жителей, каплица, корчма.
1858 г. — деревня во владении Азямбловских (187 жителей) и П. Шпилевского (121 житель).
1884 г. — открыта школа грамоты.
В конце XIX века — село, 117 дворов и 761 житель, школа грамоты, хлебозапасный магазин, питейный дом, каплица; усадьба — 10 жителей.
В начале XX века — 138 хозяйств и 963 жителя; усадьба — 3 двора и 20 жителей.
1917 г. — 151 двор и 972 жителя; усадьба — 2 жителя.
С 1919 г. — в БССР.
В начале 1930-х годов работает колхоз «Страна Советов», кузница.
С июня 1941 г. по июль 1944 г. — оккупирована немецко-фашистскими захватчиками.
1960 г. — деревня, 892 жителя.
2002 г. — деревня в Голоцком сельском совете, 180 хозяйств и 419 жителей, в колхозе «Страна Советов», работают сельскохозяйственные мастерские, базовая школа, детские ясли-сад, медпункт, библиотека, сберкасса, АТС, клуб, 2 магазина, отделение связи.
2010 г. — 172 хозяйства и 432 жителя.
2012 г. — 169 хозяйств и 404 жителя.
2013 г. — в составе СПК «Голоцк»